# Gras (Mythologie)
Gras (altgriechisch Γρᾷς Grás) ist in der griechischen Mythologie ein Sohn des Echelaos, Sohn des Penthilos. Seine Mutter ist unbekannt.
Wie sein Großvater und sein Vater ist er in der griechischen Mythologie mit der Besiedlung der Insel Lesbos und des gegenüberliegenden Festlandes in Kleinasien verbunden. Die Landschaft zwischen Ionien und Mysien, die später sogenannten Aiolis, soll von ihm besiedelt worden sein.